# Mormolyca chacoensis
Mormolyca chacoensis là một loài thực vật có hoa trong họ Lan. Loài này được (Dodson) M.A.Blanco mô tả khoa học đầu tiên năm 2007.